# Tilloy-Floriville

Tilloy-Floriville este o comună în departamentul Somme, Franța. În 1 ianuarie 2022 avea o populație de 361 de locuitori.